# Морозов, Денис Станиславович
Денис Станиславович Морозов (род. 30 марта 1973, Вена) — предприниматель, президент Merrill Lynch Securities, инвестиционно-банковского подразделения «Bank of America». Ранее занимал должности президента и генерального директора ОАО «Уралкалий», президента и генерального директора ГМК «Норильский никель», Исполнительного директора Европейского банка реконструкции и развития.

## Биография
Денис Морозов родился 30 марта 1973 года в Вене, где его родители работали в советской дипломатической миссии, там же провёл первые годы жизни. В школу пошёл в Москве, однако в возрасте 9 лет вернулся в Австрию в связи с очередной загранкомандировкой отца. С 12 лет жил в Москве отдельно от семьи, обучаясь в спортивном интернате, а затем в спортивной школе. В 1989 году поступил в МГУ на экономический факультет (отделение «политической экономии»), который экстерном окончил в 1993 году. Позже обучался на юридическом факультете МГУ по специальности «правоведение», получив диплом с отличием в 1996 году. В 1999 году окончил Швейцарскую банковскую школу по специальности «коммерческо-банковское дело» и защитил в МГИМО диссертацию на тему «Проектное финансирование: управление рисками и страхование», получив степень кандидата экономических наук. После успешной работы на руководящих постах в российской промышленности Морозов продолжил обучение в США, окончив сначала Гарвардскую школу бизнеса, а затем Школу международных отношений и государственного управления Колумбийского университета.
С детства любит спорт, в особенности увлекается водными, парусными и горными видами спорта. Женат, имеет двоих взрослых детей.

## Профессиональная деятельность
Карьера Дениса Морозова началась в 1992 году в «Ингосстрахе». С 1994 года работал в «Альфа-банке» заместителем начальника, начальником отдела кредитования и проектного финансирования, вице-президентом. В 1998 году стал главой департамента коммерческо-банковских операций банка «Международная финансовая компания».
С 1999 года по приглашению Льва Кузнецова, с которым ранее работал в Альфа-банке, и Александра Хлопонина стал работать в «Норильском никеле». Последовательно занимал должности начальника управления корпоративных структур, начальника управления по работе с корпоративным капиталом, акционерами и инвесторами, начальника правового управления, был членом совета директоров. В 2000—2001 годах отвечал за подготовку и реализацию проекта по реорганизации компании, в результате которой РАО «Норильский никель» было фактически преобразовано в новую публичную компанию — ГМК «Норильский никель». Провел ряд других крайне успешных проектов, в частности, по выделению золотодобывающих активов Норильского никеля в отдельную компанию — Полюс Золото. В начале 2007 года Морозов занял пост Президента и Генерального директора «Норильского никеля». В то время между крупными акционерами компании обострились противоречия, однако Морозов занял нейтральную позицию, управляя компанией исключительно в интересах всех акционеров и не желая принимать ни одну из сторон в разгорающемся конфликте, участниками которого к тому времени помимо Владимира Потанина и Михаила Прохорова стали Виктор Вексельберг, Олег Дерипаска и Алишер Усманов,, в результате чего он был вынужден покинуть «Норникель» в середине 2008 года раньше истечения срока действия трудового договора.
Вёл переговоры о работе в TNK-BP. Однако в январе 2009 года Морозов отказался от предложения возглавить нефтяную компанию, так как российские акционеры, вопреки ранее достигнутым договоренностям, отказались отходить от оперативного управления, а также попытались существенно изменить условия ранее согласованного с Морозовым договора. В результате компанию возглавил её акционер Михаил Фридман.
В конце 2009 года Морозов был назначен Президентом, а затем Генеральным директором ОАО «Уралкалий», и приступил к работе с февраля 2010 года, прервав обучение в Колумбийском университете. Однако уже к осени того же года, после продажи компании Дмитрием Рыболовлевым структурам Сулеймана Керимова, Морозов принял решение реализовать свой опцион в связи с произошедшей сменой контроля и вернулся в Нью-Йорк для завершения обучения в Колумбийском университете.
В марте 2011 года Денис Морозов занял пост Исполнительного директора Европейского банка реконструкции и развития.
В 2012 году был избран Глобальным лидером Всемирного экономического форума, входил в резерв управленческих кадров, находящихся под патронажем Президента Российской Федерации.
Денис Морозов также входил в Советы директоров Российского агентства по страхованию экспортных кредитов и инвестиций, Объединенной зерновой компании, Алросы, Россетей, Россельхозбанка, Русгидро и ряда других крупнейших российских компаний.
В 2018 году, после очередных выборов Президента РФ и смены Правительства, покинул пост Исполнительного директора Европейского банка реконструкции и развития, завершил работу в Советах директоров госкомпаний и вышел из резерва управленческих кадров Президента РФ в связи с переходом на работу в ведущий глобальный финансовый институт — «Bank of America» — в должности Управляющего директора и Президента Merrill Lynch Securities.

## Награды
- Орден Почёта (26 марта 2018 года) — за вклад в развитие международного финансово-экономического сотрудничества[11].
- Орден Дружбы (2 мая 2012 года) — за достигнутые трудовые успехи, многолетнюю добросовестную работу, активную общественную деятельность[12].
- Орден Почёта (22 октября 2015 года, Белоруссия) — за значительный личный вклад в развитие сотрудничества между Республикой Беларусь и Европейским банком реконструкции и развития[13].
- Благодарность Президента Российской Федерации (24 октября 2013 года) — за достигнутые трудовые успехи, многолетнюю добросовестную работу и активную общественную деятельность[14].
- Почётная грамота Министерства промышленности и энергетики РФ
- Почётная грамота Министерства промышленности и торговли РФ
- Почётная грамота Министерства энергетики РФ
- Благодарность Министра экономического развития РФ
- Почетная грамота Министерства экономического развития РФ
- Благодарность Правительства РФ